# Calapnita vermiformis
Calapnita vermiformis is een spinnensoort uit de familie trilspinnen (Pholcidae). De soort komt voor van Maleisië tot Sulawesi en is de typesoort van het geslacht Calapnita.